# Đuro Đaković
Đuro Đaković (né le 30 novembre 1886 à Brodski Varoš, près de Slavonski Brod — mort le 25 avril 1929 à la frontière entre l'Autriche-Hongrie et le royaume des Serbes, Croates et Slovènes), était un ouvrier métallurgiste croate. Il fut secrétaire du comité central du Parti communiste de Yougoslavie.